# 3000 탈삼진 클럽

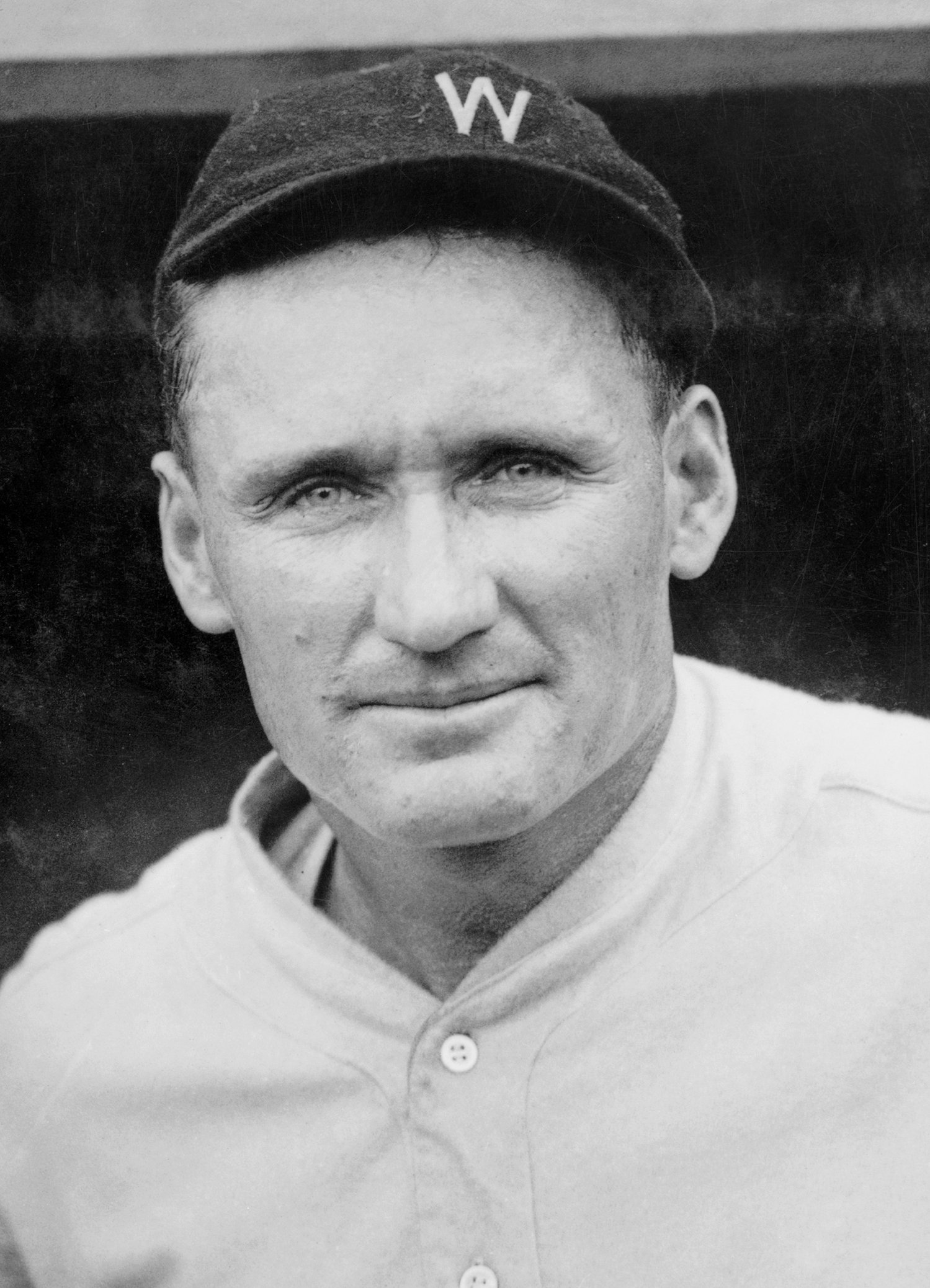
월터 존슨이 1923년 3,000 탈삼진 클럽에 가입한 이후 50년간 유일한 클럽 가입자였다.

메이저 리그 베이스볼(MLB)에서, 3,000 탈삼진 클럽(3,000 strikeout club)은 통산 3,000개 또는 그 이상의 삼진을 달성한 투수들이 가입되어 있다. 1923년 7월 23일 월터 존슨이 이 클럽에 처음으로 입성했으며, 1974년 밥 깁슨이 이 기록을 달성하기 전까지 약 50년간 유일한 3,000 탈삼진을 기록한 투수였다. 가장 최근에 이 기록을 달성한 선수는 2019년의 저스틴 벌랜더이다. 3,000 탈삼진 클럽에는 현재까지 모두 16명의 투수가 가입되어 있는데, 이들 중 스티브 칼턴과 랜디 존슨만이 유일한 좌완이다. 랜디 존슨은 3,000 탈삼진을 가장 빨리 달성한 투수로, 다른 어떤 선수들보다도 적은 경기 수와 투구 이닝을 갖고 이 기록에 도달했다. 시저 게로미노는 1974년 밥 깁슨과 1980년 놀런 라이언의 3,000 탈삼진 달성의 희생양이 되며 유일하게 2번이나 3,000 탈삼진을 당한 선수로 기록되었다. 시카고 컵스와 미네소타 트윈스는 각각 두 명의 3,000 탈삼진 선수를 배출하였다. 전자는 1982년 퍼거슨 젱킨스와 2005년 그레그 매덕스이며, 후자는 미네소타 트윈스의 전신인 워싱턴 세너터스에서의 월터 존슨과, 1986년 버트 블라일레븐이다. 3,000 탈삼진 클럽에 가입한 선수 중 10명은 300 승 클럽에도 가입되어 있다.
3,000 탈삼진 클럽에 가입되는 것은 미국 야구 명예의 전당 입성이 보장되는 것처럼 여겨지기도 한다. 3,000 탈삼진 클럽에 가입했고, 명예의 전당 헌액 조건 또한 충족한 13명의 선수들 중이 11명이 명예의 전당에 입성하였다. 아직 입회하지 못한 선수 두 명은 로저 클레멘스와 커트 실링이다. 2013년 명예의 전당 투표에서 커트 실링과 로저 클레멘스는 약 50% 이하의 득표를 기록했는데, 커트 실링이 로저 클레멘스보다 약간 우세했다. 로저 클레멘스는 경기력 향상 약물 복용 논란으로 인해 이후 투표에서도 헌액될 가능성이 높지 않은 편이다. 커트 실링은 2014년 39.2%의 득표율을 기록해, 전년 대비 10%p의 증가를 보여 이후 투표에서 헌액될 가능성도 보이고 있다. 3000 탈삼진 클럽의 후보 자격은 은퇴한 지 적어도 5시즌이 지났거나 사망한 지 6개월이 지난 선수로 한정한다.

## 설명
| 선수      | 선수의 이름                             |
| 탈삼진    | 통산 탈삼진 개수                        |
| 이닝      | 통산 투구 이닝                          |
| 날짜      | 3,000번째 탈삼진을 달성한 날짜          |
| 상대 타자 | 3,000번째 탈삼진을 달성할 때의 타자     |
| 팀        | 3,000번째 탈삼진을 달성한 선수의 소속팀 |
| 시즌      | 메이저 리그에서 뛰었던 기간             |
| 칼표      | 미국 야구 명예의 전당에 헌액자          |

## 회원

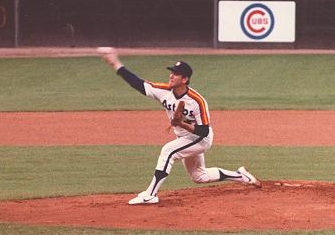
미국 야구 명예의 전당 헌액자 놀런 라이언은 통산 5,714 탈삼진으로 메이저 리그 베이스볼 통산 탈삼진 순위의 선두를 유지하고 있다.

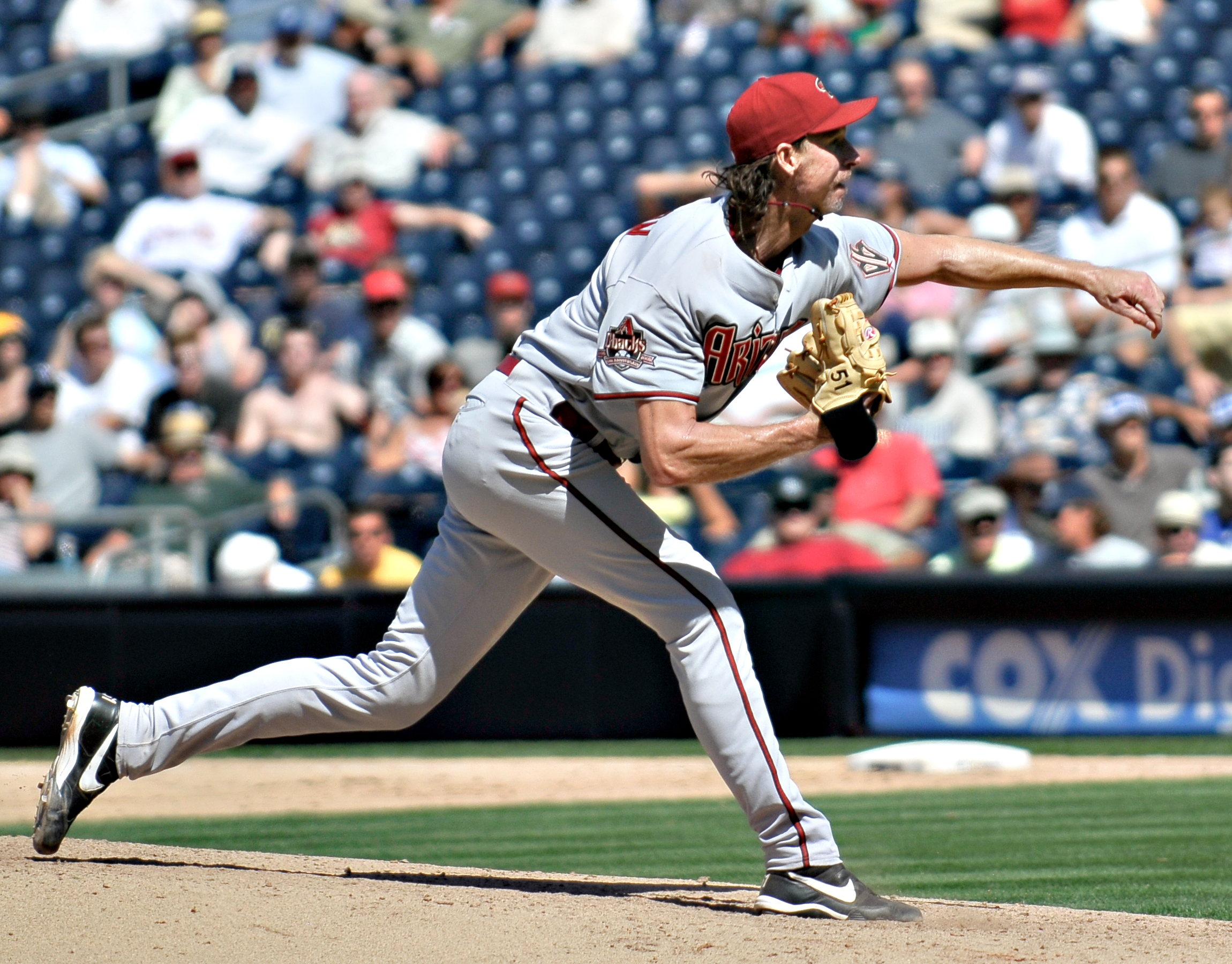
역대 두번째의 통산 탈삼진 수를 보유하고 있는 랜디 존슨은 MLB 역사상 3,000 탈삼진을 달성한 두 명의 좌완투수 중 한 명이다.

| 선수              | 탈삼진 | 이닝      | 날짜            | 상대 타자       | 팀                      | 시즌      | 각주          |
| ----------------- | ------ | --------- | --------------- | --------------- | ----------------------- | --------- | ------------- |
| 놀런 라이언       | 5,714  | 5,386     | 1980년 7월 4일  | 시저 게로미노   | 휴스턴 애스트로스       | 1966~1993 | [ 12 ]        |
| 랜디 존슨         | 4,875  | 4,135+1⁄3 | 2000년 9월 10일 | 마이크 로웰     | 애리조나 다이아몬드백스 | 1988~2009 | [ 3 ]         |
| 로저 클레멘스     | 4,672  | 4,916+2⁄3 | 1998년 7월 5일  | 랜디 윈         | 토론토 블루제이스       | 1984~2007 | [ 13 ] [ 14 ] |
| 스티브 칼턴       | 4,136  | 5,217+1⁄4 | 1981년 4월 29일 | 팀 월릭         | 필라델피아 필리스       | 1965~1988 | [ 2 ]         |
| 버트 블라일레븐   | 3,701  | 4,974     | 1986년 8월 1일  | 마이크 데이비스 | 미네소타 트윈스         | 1970~1992 | [ 15 ]        |
| 톰 시버           | 3,640  | 4,782+2⁄3 | 1981년 4월 18일 | 키스 에르난데스 | 신시내티 레즈           | 1967~1986 | [ 16 ]        |
| 돈 서턴           | 3,574  | 5,282+1⁄3 | 1983년 6월 24일 | 앨런 배니스터   | 밀워키 브루어스         | 1966~1988 | [ 17 ]        |
| 게일로드 페리     | 3,534  | 5,350+1⁄3 | 1978년 10월 1일 | 조 심프슨       | 샌디에이고 파드레스     | 1962~1983 | [ 18 ]        |
| 월터 존슨         | 3,509  | 5,914+2⁄3 | 1923년 7월 22일 | 불분명          | 워싱턴 세너터스         | 1907~1927 | [ 20 ]        |
| 그레그 매덕스     | 3,371  | 5,008+1⁄3 | 2005년 7월 26일 | 오마 비스켈     | 시카고 컵스             | 1986~2008 | [ 22 ] [ 23 ] |
| 필 니크로         | 3,342  | 5,404+1⁄3 | 1984년 7월 4일  | 래리 패리시     | 뉴욕 양키스             | 1964~1987 | [ 24 ]        |
| 퍼거슨 젱킨스     | 3,192  | 4,500+2⁄3 | 1982년 5월 25일 | 게리 템플턴     | 시카고 컵스             | 1965~1983 | [ 25 ]        |
| 페드로 마르티네스 | 3,154  | 2,827+1⁄3 | 2007년 9월 3일  | 애런 하랑       | 뉴욕 메츠               | 1992~2009 | [ 26 ]        |
| 밥 깁슨           | 3,117  | 3,884+1⁄3 | 1974년 7월 17일 | 시저 게로미노   | 세인트루이스 카디널스   | 1959~1975 | [ 27 ]        |
| 커트 실링         | 3,116  | 3,261     | 2006년 8월 30일 | 닉 스위셔       | 보스턴 레드삭스         | 1988~2007 | [ 29 ] [ 30 ] |
| 존 스몰츠         | 3,084  | 3,473     | 2008년 4월 22일 | 펠리페 로페스   | 애틀란타 브레이브스     | 1988~2009 | [ 31 ] [ 32 ] |

## 같이 보기
- 300 승 클럽
- 300 세이브 클럽

## 주해
1. ↑  월터 존슨이 3,000번째 탈삼진을 기록한 경기에서 찰리 제이미슨에게 1번, 스티브 오닐과 스탠 코벨레스키에게 각각 2번의 삼진을 잡아냈다.[5][19]

## 참조
일반
- “Career Leaders & Records for Strikeouts”. 《Baseball-Reference.com》. Sports Reference LLC. 2010년 1월 18일에 확인함.

세부
1. 1 2 3  Bowman, Mark (2008년 4월 23일). “Smoltz enters exclusive 3,000 K-Zone” [스몰츠가 독보적인 3,000 K 구간에 들어서다]. 《MLB.com》 (영어). Major League Baseball. 2015년 2월 16일에 원본 문서에서 보존된 문서. 2010년 1월 18일에 확인함.
2. 1 2  “Steve Carlton Statistics and History” [스티븐 칼튼의 기록과 역사]. 《Baseball-Reference.com》 (영어). Sports Reference LLC. 2010년 1월 4일에 원본 문서에서 보존된 문서. 2010년 1월 18일에 확인함.
3. 1 2  “Randy Johnson Statistics and History” [랜디 존슨의 기록과 역사]. 《Baseball-Reference.com》 (영어). Sports Reference LLC. 2015년 3월 19일에 원본 문서에서 보존된 문서. 2010년 1월 18일에 확인함.
4. ↑  Luft, Jacob (2000년 9월 20일). “3k the fast way: Big Unit is quickest to 3,000 strikeouts”. 《CNNSI.com》 (영어). Sports Illustrated. 2012년 7월 9일에 원본 문서에서 보존된 문서. 2010년 1월 18일에 확인함.
5. 1 2 3 4 5 6 7 8 9 10 11 12 13 14 15 16 17 18 19 20 21 22 23 24  “Johnson joins 3K club in Arizona's loss to Florida”. 《Associated Press》 (영어). Sports Illustrated. 2013년 2월 2일에 원본 문서에서 보존된 문서. 2010년 1월 18일에 확인함.
6. ↑  “Career Leaders & Records for Wins”. 《Baseball-Reference.com》 (영어). Sports Reference LLC. 2015년 3월 15일에 원본 문서에서 보존된 문서. 2010년 1월 18일에 확인함.
7. 1 2 3  Noble, Marty (2007년 9월 3일). “Pedro records 3,000th strikeout”. 《MLB.com》 (영어). Major League Baseball. 2015년 1월 7일에 원본 문서에서 보존된 문서. 2010년 1월 18일에 확인함.
8. ↑  Fred, Mitchell (2005년 7월 20일). “Maddux on the verge of 3,000 strikeouts”. 《시카고 트리뷴》 (영어). 2015년 9월 24일에 원본 문서에서 보존된 문서. 2015년 4월 5일에 확인함 – HighBeam 경유. (구독 필요).
9. ↑  “2013 Hall of Fame Vote a Shutout” (보도 자료) (영어). National Baseball Hall of Fame and Museum. 2013년 1월 9일. 2013년 1월 11일에 원본 문서에서 보존된 문서. 2013년 1월 9일에 확인함.
10. ↑  Kurkjian, Tim (2012년 1월 9일). “Whopper of a list of names await in 2013” (영어). ESPN. 2014년 11월 1일에 원본 문서에서 보존된 문서. 2012년 5월 21일에 확인함. But Clemens is, after [Barry] Bonds, the next face of the steroid era. He has been charged with lying before Congress about his use of performance-enhancing drugs. He has no chance to make it to Cooperstown next year, or for many, many years to come.
11. ↑  Berg, Ted (2015년 1월 6일). “Mike Piazza should finally make the Hall of Fame in 2016”. 《For The Win》 (영어). 개닛. 2015년 1월 13일에 원본 문서에서 보존된 문서. 2015년 4월 5일에 확인함.
12. ↑  “Nolan Ryan Statistics and History” [놀런 라이언의 기록과 역사]. 《Baseball-Reference.com》 (영어). Sports Reference LLC. 2010년 1월 4일에 원본 문서에서 보존된 문서. 2010년 1월 8일에 확인함.
13. ↑  “Roger Clemens Statistics and History” [로저 클레멘스의 기록과 역사]. 《Baseball-Reference.com》 (영어). Sports Reference LLC. 2010년 1월 4일에 원본 문서에서 보존된 문서. 2010년 1월 18일에 확인함.
14. ↑  “클레멘스 ‘3000K 클럽’ 가입”. 《경향신문》. 1998년 7월 7일. 2015년 4월 5일에 확인함 – 네이버 뉴스 라이브러리 경유.
15. ↑  “Bert Blyleven Statistics and History” [버트 블라일레븐의 기록과 역사]. 《Baseball-Reference.com》 (영어). Sports Reference LLC. 2015년 3월 29일에 원본 문서에서 보존된 문서. 2010년 1월 8일에 확인함.
16. ↑  “Tom Seaver Statistics and History” [톰 시버의 기록과 역사]. 《Baseball-Reference.com》 (영어). Sports Reference LLC. 2010년 1월 4일에 원본 문서에서 보존된 문서. 2010년 1월 8일에 확인함.
17. ↑  “Don Sutton Statistics and History” [돈 서턴의 기록과 역사]. 《Baseball-Reference.com》 (영어). Sports Reference LLC. 2015년 3월 20일에 원본 문서에서 보존된 문서. 2010년 1월 18일에 확인함.
18. ↑  “Gaylord Perry Statistics and History” [게일로드 페리의 기록과 역사]. 《Baseball-Reference.com》 (영어). Sports Reference LLC. 2010년 2월 12일에 원본 문서에서 보존된 문서. 2010년 1월 18일에 확인함.
19. ↑  “July 22, 1923 Washington Senators at Cleveland Indians Box Score and Play by Play”. 《Baseball-Reference.com》 (영어). Sports Reference LLC. 2015년 2월 11일에 원본 문서에서 보존된 문서. 2015년 4월 5일에 확인함.
20. ↑  “Walter Johnson Statistics and History” [월터 존슨의 기록과 역사]. 《Baseball-Reference.com》 (영어). Sports Reference LLC. 2015년 3월 21일에 원본 문서에서 보존된 문서. 2010년 1월 18일에 확인함.
21. 1 2  Muskat, Carrie (2005년 7월 26일). “Giant milestone: Maddux fans No. 3,000” [자이언트의 업적: 매덕스의 3000번째 탈삼진]. 《MLB.com》 (영어). Major League Baseball. 2015년 2월 11일에 원본 문서에서 보존된 문서. 2010년 1월 18일에 확인함.
22. ↑  “Greg Maddux Statistics and History” [그레그 매덕스의 기록과 역사]. 《Baseball-Reference.com》 (영어). Sports Reference LLC. 2015년 3월 15일에 원본 문서에서 보존된 문서. 2010년 1월 18일에 확인함.
23. ↑  “매덕스 '300승-3000 탈삼진 클럽' 가입”. 《한겨레》. 2005년 7월 27일. 2015년 2월 12일에 원본 문서에서 보존된 문서. 2015년 2월 11일에 확인함.
24. ↑  “Phil Niekro Statistics and History” [필 니크로의 기록과 역사]. 《Baseball-Reference.com》 (영어). Sports Reference LLC. 2015년 3월 31일에 원본 문서에서 보존된 문서. 2010년 1월 18일에 확인함.
25. ↑  “Fergie Jenkins Statistics and History” [퍼기 젱킨스의 기록과 역사]. 《Baseball-Reference.com》 (영어). Sports Reference LLC. 2015년 3월 20일에 원본 문서에서 보존된 문서. 2010년 1월 18일에 확인함.
26. ↑  “Pedro Martinez Statistics and History” [페드로 마르티네스의 기록과 역사]. 《Baseball-Reference.com》 (영어). Sports Reference LLC. 2010년 1월 4일에 원본 문서에서 보존된 문서. 2010년 1월 18일에 확인함.
27. ↑  “Bob Gibson Statistics and History” [밥 깁슨의 기록과 역사]. 《Baseball-Reference.com》 (영어). Sports Reference LLC. 2010년 1월 4일에 원본 문서에서 보존된 문서. 2010년 1월 18일에 확인함.
28. 1 2  “Schilling reaches 3,000 career strikeouts”. 《ESPN》 (영어). AP. 2006년 8월 31일. 2015년 4월 2일에 원본 문서에서 보존된 문서. 2010년 1월 18일에 확인함.
29. ↑  “Curt Schilling Statistics and History” [커트 실링의 기록과 역사]. 《Baseball-Reference.com》 (영어). Sports Reference LLC. 2015년 3월 19일에 원본 문서에서 보존된 문서. 2010년 1월 18일에 확인함.
30. ↑  “실링, 역대 14번째 3000K '금자탑'”. 《OSEN》. 2006년 8월 31일. 2015년 2월 12일에 원본 문서에서 보존된 문서. 2015년 2월 11일에 확인함.
31. ↑  “John Smoltz Statistics and History” [존 스몰츠의 기록과 역사]. 《Baseball-Reference.com》 (영어). Sports Reference LLC. 2010년 1월 4일에 원본 문서에서 보존된 문서. 2010년 1월 18일에 확인함.
32. ↑  “<1보> 존 스몰츠, 통산 3000탈삼진 달성”. 《뉴시스》. 2008년 4월 23일. 2015년 2월 12일에 원본 문서에서 보존된 문서. 2015년 2월 11일에 확인함.